# Старая площадь (Москва)
Ста́рая пло́щадь — улица в восточной части Китай-города в Москве. Проходит от площади Ильинских Ворот до площади Варварских Ворот. Сформировалась в конце XVIII века как проезд вдоль крепостной стены. Современный вид сложился в 1900-x годах, когда были перестроены примыкающие к площади кварталы Китай-города. В 1930-х была снесена стена, отделявшая Старую площадь от Китайгородского (Китайского) проезда.
Название «Старая площадь» в разговорной речи ассоциировалось с высшим руководством, так как в советский период в доме № 4 по Старой площади находился Центральный комитет КПСС. В настоящее время это здание занимает Администрация президента.
Название «Старая площадь» примечательно тем, что содержит две топонимических ошибки. Во-первых, Старая площадь на самом деле является улицей, а во-вторых, исторически она появилась позже Новой площади.

## История
В XIV—XV веках на месте современной Старой площади рос лес, защищавший Кремль от нападений с востока. После создания крепостной стены для защиты от Крымско-ногайских набегов в 1530-х годах территории будущих Старой и Новой площадей стали частью Китай-города.
В 1783 году на место площадей был перенесён толкучий рынок, ранее находившийся на Манежной площади. Для него под арками Китайгородской стены были установлены более двухсот деревянных лавок, а через три года дополнительно соорудили ещё 74 каменных. По традиции XVIII века называть площадью любое торговое место с лавками, новая территория получила название Новой площади — в противопоставление старой Красной площади.
Во время пожара 1812 года сгорели все деревянные постройки, в том числе торговые лавки. Благодаря этому появилась возможность расширить проходы вдоль стены. В это время проезд от Варварских до Ильинских ворот стал называться Старой площадью, а от Ильинских до Владимирских — Новой. Строительство шло только по чётной стороне улицы, так как с противоположной стороны находилась Китайгородская стена.
В 1870-х годах эти площади стали называть наоборот: Старую — Новой, а Новую — Старой. В книге мемуаров Ивана Белоусова «Ушедшая Москва» использует именно такие обозначения:

На Старой площади был развал — толкучка; сюда каждый день с раннего утра сходились старьёвщики, которые ходили по дворам, выкрикивая: «Старого старья продавать»... На Новой площади толкучки не было, там торговали большей частью меховыми товарами, остатками ситца, браком суконных товаров в таких же лавочках, прижатых к Китайгородской стене, вплоть до самых Варварских ворот.
Этот факт также подтверждает историк Владимир Гиляровский в очерке «Под Китайской стеной»:

Толкучка запирала всю Старую площадь, между Ильинкой и Никольской, и часть Новой — между Ильинкой и Варваркой. По одну сторону — Китайгородская стена, по другую — ряд высоких домов, занятых торговыми помещениями.
В 1899 году блошиный рынок, перенесённый на Старую площадь с Манежной более века назад, переехал в слободу Садовники за Большой Устьинский мост. Лавки и торговые заведения были закрыты и в зданиях остались только склады и конторы.
В начале XX века на Старой площади были построены два больших торговых дома и одна гостиница. После Октябрьской революции эти здания заняли советские партийные организации. В 1934 году стена Китай-города была снесена, Старую площадь соединили с Китайгородским проездом террасами и лестницами, заасфальтировали и посадили деревья. Таким образом был сформирован её современный вид.

## Современность

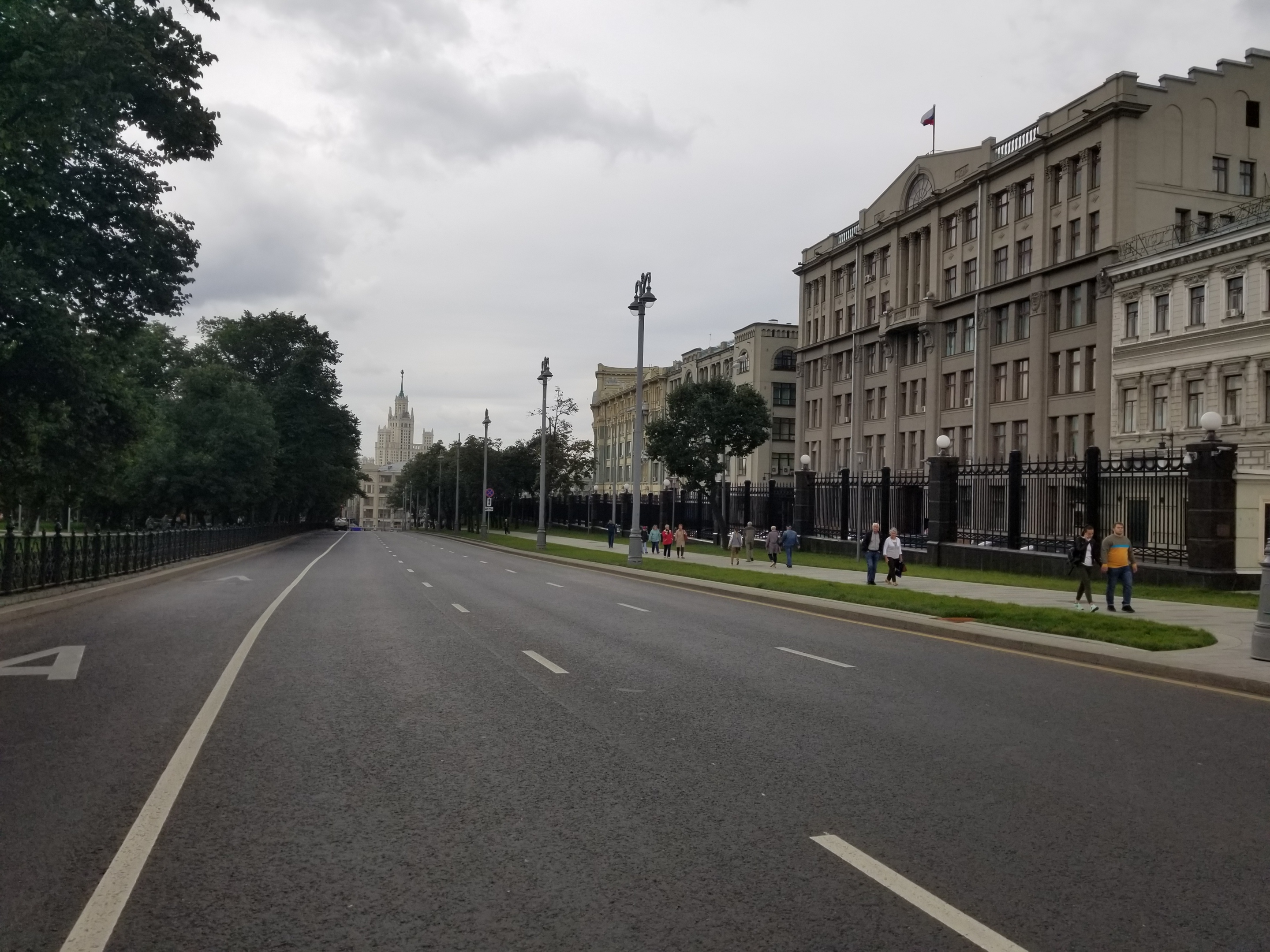
Старая площадь, вид на администрацию Президента, 2017 год

В 2011 году здания на Старой площади огородили забором и поставили два КПП. Машины могли въезжать на эту территорию только по спецпропускам, для пешеходов вход был свободный.
В 2017 году при реализации программы «Моя улица» забор убрали и на его месте сделали прогулочную аллею шириной пять метров, которую замостили гранитной плиткой. Вдоль аллеи установили 12 уличных торшеров и ещё столько же основных фонарей. К 40 липам и четырём американским клёнам, растущим в прогулочной зоне, осенью 2017 года подсадили ещё 31 липу.

## Примечательные здания и сооружения
По нечётной стороне строений нет.

### По чётной стороне
- № 2/14 (пересечение с улицей Ильинка) — Доходный дом Московского купеческого банка с магазинами и товарными складами. Построен в начале XIX века архитектором Осипом Бове. Здание с галереей для лавок было надстроено по заказу Московского купеческого банка в 1894 архитектором Борисом Фрейденбергом, в результате чего фасад получил оформление в формах эклектики с барочными и классическими мотивами. Объект культурного наследия регионального значения[9][10].
- № 4 — Торговый Дом Титова. Построен в 1912—1915 годах архитектором Владимиром Шервудом в стиле строгого рационализма. В советское время в здании располагался аппарат Центрального Комитета Коммунистической Партии Советского Союза. С 1991 года здание занимает Администрация президента РФ[11][12][13].
- № 6 — Торговый дом Арманд. Построен в 1912—1915 годах архитектором Владимиром Шервудом. С 1991 года здание занимает Правительство Московской области[14].
- № 8 — Гостиница «Боярский двор» (бывший дом Московского страхового общества). Построена в 1901—1903 годах архитектором Фёдором Шехтелем при участии Александра Галецкого[15][16].

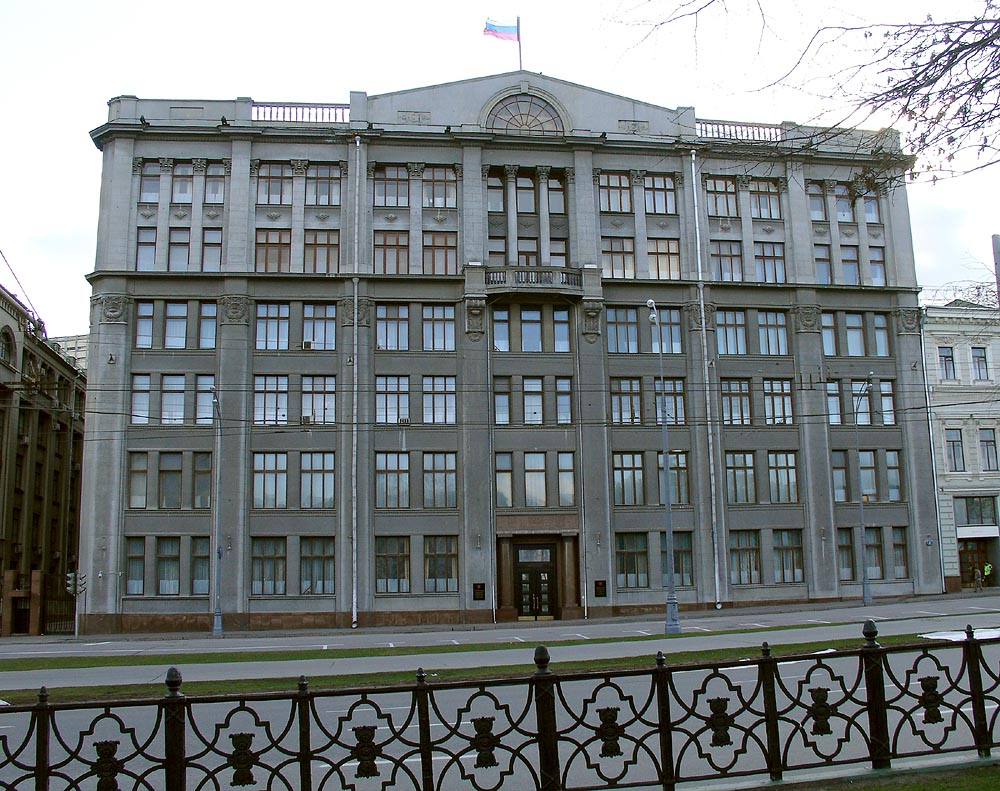
№ 4, здание Администрации президента России
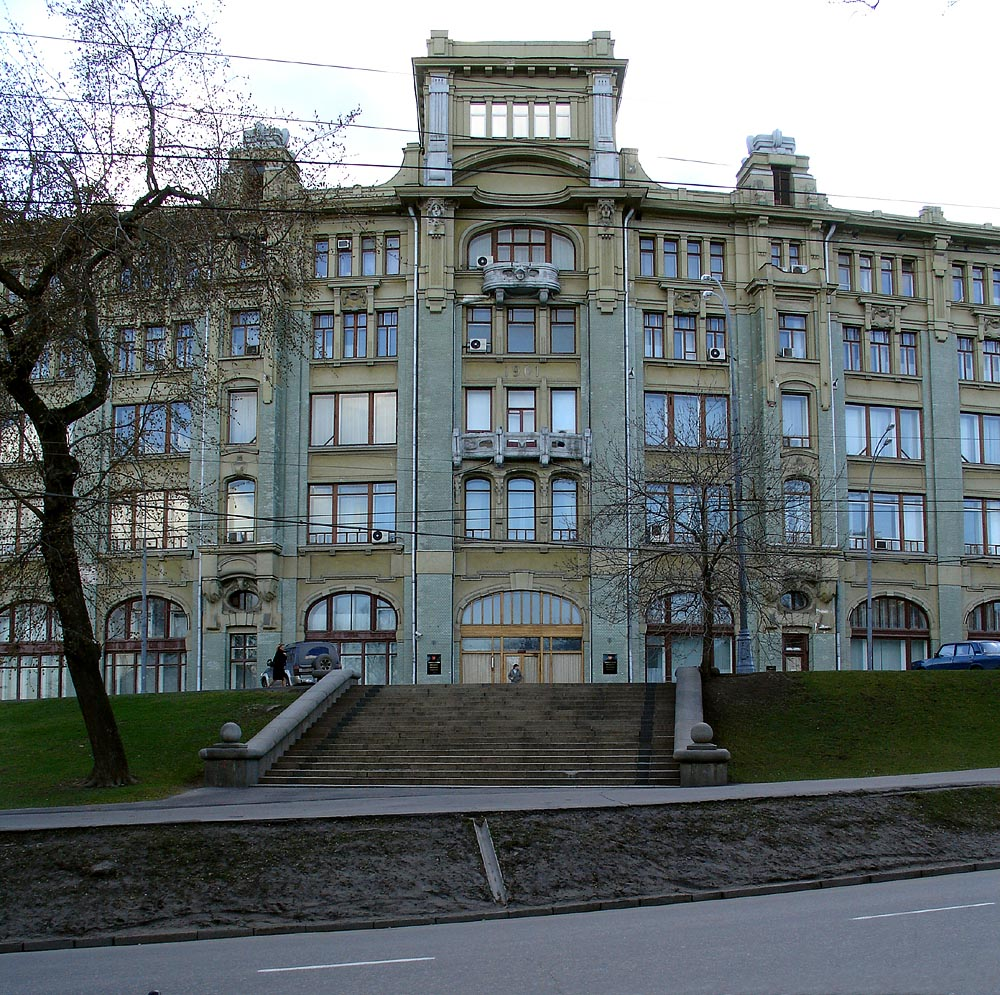
N 8, «Боярский двор», Зелёный пригорок — место снесённой китайгородской стены
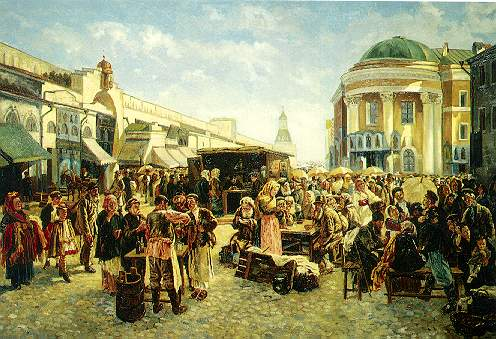
В. И. Позднеев. Старая площадь, Толкучий рынок. 1890 год
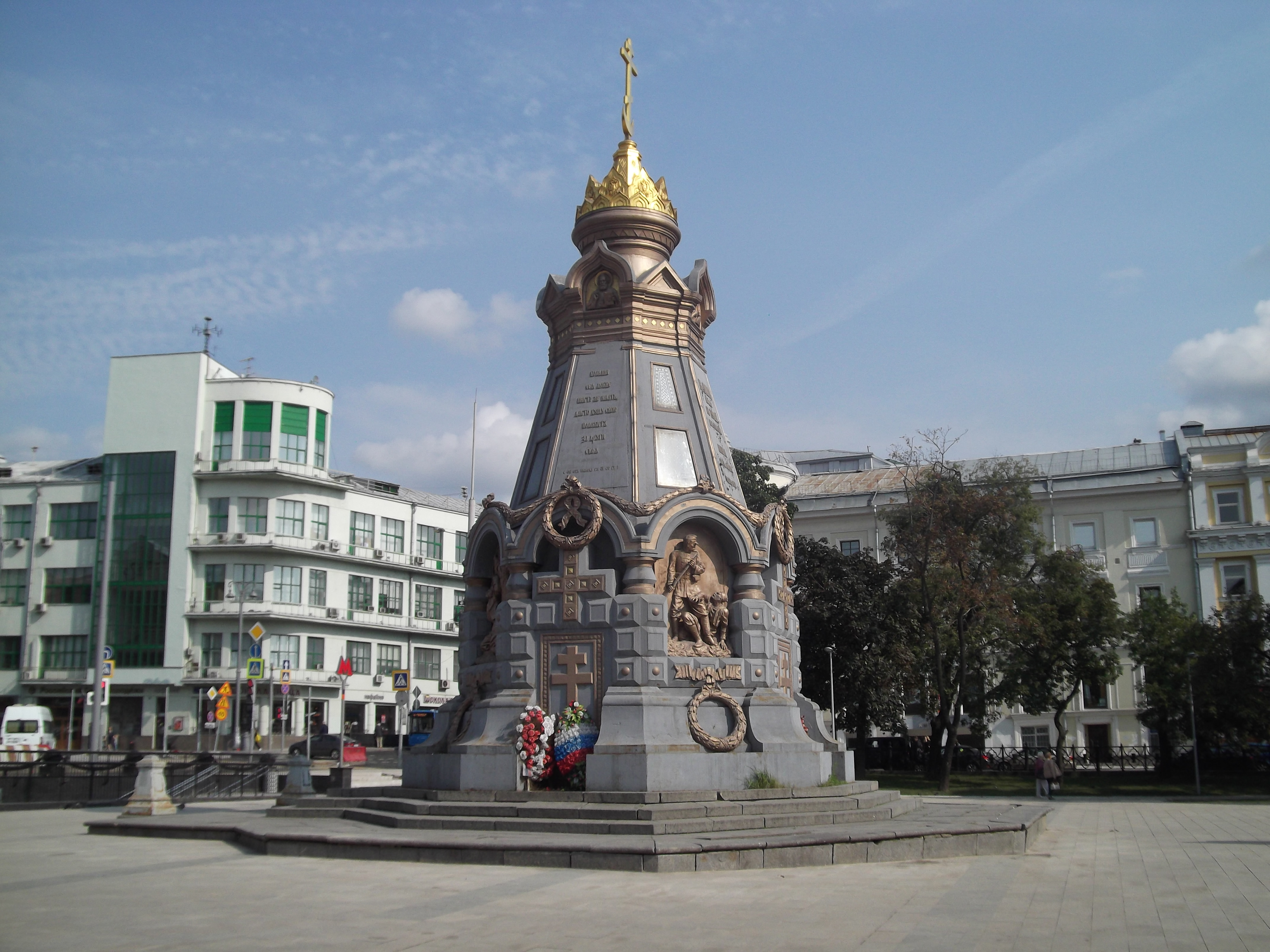
Памятник героям Плевны в Ильинском сквере